# Objetivos estratégicos
Se denominan objetivos estratégicos a los objetivos planteados por una organización para lograr determinadas metas y, a largo plazo, la posición de la organización en un mercado específico. Es decir, son los resultados que la empresa espera alcanzar en un tiempo mayor a un año, realizando acciones que le permitan cumplir con su misión, inspirados en la visión.

## Función
Los objetivos estratégicos son considerados esenciales para alcanzar el éxito futuro de una organización. El autor Fred David en su libro Conceptos de Administración Estratégica, establece:

Los objetivos a largo plazo representan los resultados que se esperan del seguimiento de ciertas estrategia. Las estrategias son las acciones que se emprenderán para alcanzar los objetivos a largo plazo. El marco de tiempo de los objetivos y las estrategias debe ser congruente, normalmente entre 2 y 5 años.

Las organizaciones buscan desarrollar estrategias que les permitan el logro de sus objetivos, estando las metas que se pretenden alcanzar a un largo plazo en concordancia con la misión de la organización, por lo que se establece el curso que esta debe seguir para llegar al éxito, a través de estrategias que representan el medio por el cual lo lograrán. Según Thompson y Strickland: 

Los objetivos se podrán definir como los resultados específicos que pretende alcanzar una organización por medio del cumplimiento de su misión básica. Los objetivos son esenciales para el éxito de la organización porque establecen un curso, ayudan a la evaluación, revelan prioridades, permiten la coordinación y sientan las bases para planificar, organizar, motivar y controlar con eficiencia. Las estrategias son un medio para alcanzar los objetivos a largo plazo.

Es importante mencionar que un objetivo estratégico representa la evolución que se desea en la organización. De acuerdo con Antonio Francés:

Los objetivos estratégicos permiten expresar los cambios que se desean introducir en la empresa, así como los vínculos causales entre ellos.

## Características
Los objetivos deben ser alcanzables; prácticos, realistas y comunicados con claridad para garantizar el éxito, ya que ayudan a las partes que están interesadas en su logro a comprender su papel dentro del futuro de la organización, estableciendo las prioridades de esta. Además, en gran parte representan el sentido y fin de la misma, sientan una base para una toma de decisiones consistente por parte de gerentes con valores y actitudes dispares,  diseñar puestos y organizar las actividades que se realizarán en la empresa. En resumen, los objetivos deben poseer las siguientes características:
- Alcanzables.
- Comprensibles.
- Deben ser cuantificados o expresados en cifras.
- Están ubicados en un horizonte temporal.
- Deben derivarse de las estrategias de la institución.
- No deben ser abstractos.
- Deben tener la capacidad de transformarse en tareas específicas.
- Deben posibilitar la concentración de recursos y esfuerzo.
- Deben ser múltiples.

## Etapas en la formulación
Según Antonio Francés y Humberto Serna Gómez se puede plantear el siguiente proceso para la formulación de los objetivos estratégicos:
1. Realizar reuniones con las personas claves de la organización, hacer uso de herramientas como la lluvia de ideas para recolectar información más relevante y proceder a formular los objetivos estratégicos de la empresa, enfocándose en las áreas o actividades (mercadeo, producción, rentabilidad, crecimiento, entre otras) que conforman a la organización.
2. Definir los objetivos sobre la base de una acción, indicada por un verbo en infinitivo.
3. Depurar la lista de los objetivos, es decir, observar aquellos que son redundantes y reformularlos de manera que se puedan englobar todos en un solo objetivo. Es necesario organizar el trabajo futuro al interior de cada área. Es preciso priorizar los objetivos de cada una definiendo el o los objetivos más importantes que concentrarán la atención. También es posible que se relacionen los objetivos de cada área, de tal modo que uno de ellos resulte en un objetivo general, y los otros como parte de la estrategia a alcanzar.
4. Emplear indicadores que no son más que variables asociadas con los objetivos que se utilizan para medir su logro y para expresar las metas.